# Vox (ブログ)
Vox（ぼっくす）は、ブログの会社であるシックス・アパートが2006年10月26日に開始したサービス。2010年10月1日にサービスを終了した。

## 概要
もとは、コードネームを'Project Comet'といった。このサービスは、LiveJournal（これもまたSix Apartのものだが）、Blogger、WordPress.comなどの他のブログツールより、より整理され、使いやすいものを目標としている。しばしばWeb 2.0と呼ばれるトレンドにあわせた機能になっている。Web 2.0に対する賛否両論と同じものがVoxへも浴びせられた。Voxは、Catalyst MVC Frameworkで書かれている。
WordpressやBloggerなどといった他のブログプラットフォームよりもソーシャルネットワークに焦点を置かれたサービスになっている。閲覧する権限の設定やサイドバーにある友達リストといった機能がそれに該当する。MySpace、Friendster、Beboといった他のソーシャルネットワークが追加機能としてブログを用意するのに対して、Voxではブログがメインになっている。
Voxが開始される前は、サービスのベータリリースの名前はザ・デイリー・ショーというテレビ番組に因んでいた。リリース15はStewart、14、13、12、11、10、9はそれぞれColbert、Corddry、 Bee、Carell、Littleford、Roccaと名づけられていた。
10月10日の発表されたリリースで、マイナーなバグが修正された。このリリースで、10月26日以前に加わったVoxのベータテスターに、バナーなどと一緒にスペシャルテーマが送られた。

## 機能
Voxには、以下の機能がある。
- あらかじめ用意されたテーマの採用
- ビデオアップロード
- 投稿の一般公開のコントロール
- YouTube、Flickr、iStockphoto、Photobucketといった他のサイトのコンテンツへのリンク
- デザイン機能

デザインでは、各種レイアウト、テーマ、サイドバーの内容を表示できる。サイドバーでは、各種コンテンツへのリンクのほか、「近所」として分類したユーザーの更新を確認することができる。

### アバター
ユーザーは、自分のブログ内で、アバターを設定することができる。これは、Vox内の全ての活動に際して、アイコンとして表示される。

### SNSとしてのVox
Voxでは、SNSの機能として、自分の好きなユーザーを分類して管理することができる。追加されたユーザーはまず「近所」に分類され、その中から、「家族」「友だち」にさらに分類することができる。これらの属性は、ブログ、または各コンテンツに対して閲覧、及びコメント付加の権限を設定できる。
また、「自分だけ」という分類も設定でき、これにより、個人のメモツールとして利用できる。
VoxWatchという機能では、これらの分類したユーザーの更新を一覧で確認することができる。

### コンテンツとのリンク
Voxは、ブログツールでありながら、一方で個人のコンテンツをアップロードし、共有するためのプラットフォームともなっている。アップロードできるコンテンツには、
- 画像（フォト）
- 本（Amazonへのリンク）
- 音楽（MP3、MP4、M4A、AMR、Ogg Vorbis、WAVなどのファイル形式化、またはアマゾンへのリンク）
- ムービー（FLV、AVI、3GP、MPV、MP4、MP2、またはAmazon、YouTube、iFillmへのリンク、埋め込み）

といったものがある。これらは、ブログとは別に管理され、ブログ投稿時にそれぞれをリンクさせることが出来るほか、個別にコメントを付けることもできる。音楽、ムービーは、それぞれがFlash形式のプレーヤーに変換される。リンクの場合は、Vox内の別ページへのリンクになる。
また、「コレクション」と呼ばれる機能もあり、これによって、各コンテンツを分類できる。この分類は、タグ機能のように、複数追加することが出来、ひとつのアイテムを多角的に整理することができる。

### 検索
ユーザーがVox内に投稿したデータを検索することができる。ブログの記事だけでなく、各コンテンツや、趣味、ユーザーを検索することができる。

### タグ
各ブログ、コンテンツには、タグを付けることが出来、これにより、「コレクション」とは又別に、串刺しで多角的に各記事やコンテンツを分類できる。

### フラグ
各コンテンツには、「他者を不快にする可能性あり。」というフラグがあり、これにより、事前に不愉快なコンテンツへの目印を立てることができる。また、コメントする際には「いいですね。」というフラグがあり、特に言葉を使わなくても意思表示が出来る機能がある。